# Norapella bipennis
Norapella bipennis är en fjärilsart som beskrevs av Hopp 1930. Norapella bipennis ingår i släktet Norapella och familjen Megalopygidae. Inga underarter finns listade i Catalogue of Life.